# 비주얼 노벨 데이터베이스
비주얼 노벨 데이터베이스(The Visual Novel Database, vndb 또는 VNDB로 표시)는 비주얼 노벨을 위한 온라인 데이터베이스, 위키 및 인터넷 포럼이다. 2019년 기준 VNDB는 총 24,000개의 시각 소설을 목록화했으며 포럼 사용자는 14,300명에 달했다. 일렉트로닉 게이밍 먼슬리에 따르면 VNDB는 시각 소설을 전 세계 관객에게 소개하는 일을 담당했다. 사이트의 마스코트는 천사의 세레나데(Angelic Serenade)의 라스티 파슨(Lasty Farson)이다.

## 역사
VNDB는 2007년 9월 yorhel(본명: 요란 헬링, Yoran Heling)에 의해 만들어졌다. Ever17 -the out of infinity-를 완료한 후 비주얼 노벨 전용 커뮤니티나 더 많은 비주얼 노벨을 찾을 수 있는 곳이 없다는 것을 알게 되었다. yorhel은 사람들이 시각 소설을 찾고 토론할 수 있는 중앙 집중식 장소로 3주에 걸쳐 VNDB를 만들었다. vndb에 기록된 가장 오래된 게임 중 하나는 1982년 PC-88용으로 출시된 에로게인 로리타 야큐켄(Lolita Yakuuken)이다. 이 게임은 역시 최초의 비주얼 노벨로 여겨지지만 나중에 비주얼 노벨 요소가 부족하여 삭제되었다. 1년 후에 vndb에는 1,000개의 비주얼 노벨이 포함되었다.